# Pogrzybów
Pogrzybów – wieś sołecka w Polsce położona w województwie wielkopolskim, w powiecie ostrowskim, w gminie Raszków. 
Miejscowość graniczy z miastem Raszków tworząc z nim i z Przybysławicami zwarty zespół miejscowości. Do Pogrzybowa można dojechać z Ostrowa autobusami komunikacji miejskiej.

## Historia
Pierwotnie Grzybowo. Wzmiankowany w 1213 roku w związku z nadaniem dóbr klasztorowi w Ołoboku przez Władysława Odonica. W XVI wieku majątek Pogrzybowskich, od 1612 własność Daźdźboga Karnkowskiego, starosty bobrownickiego i odolanowskiego. Karnkowscy byli właścicielami wsi do lat '30 XIX wieku. W czasie Wiosny Ludów krótko stacjonowała tu polska Szkoła Podchorążych. W latach 1861–1894 własność Niemojowskich, później dobra nabyła pruska Komisja Kolonizacyjna. Losy miejscowości są ściśle związane z dziejami sąsiedniego Raszkowa. Przed 1932 rokiem miejscowość położona była w powiecie odolanowskim, w latach 1975-1998 w województwie kaliskim, w latach 1932–1975 i od 1999 w powiecie ostrowskim.

## Zabytki
- kościół świętej Katarzyny Aleksandryjskiej z lat 1801–1806, klasycystyczny, fundacji dziedzica Rafała Karnkowskiego, z ozdobnym szczytem w fasadzie, wyposażenie wnętrza klasycystyczne, z początków XIX wieku, nad wejściem tablica fundacyjna, 
  - mur przykościelny z XIX wieku, z bramą i rzeźbami aniołów,
  - plebania kościoła z 1813 roku,
- klasycystyczny pałac znajdujący się obecnie na terenie sąsiedniej wsi - Przybysławic.